# Quinty Ton
Quinty Ton, née le 4 août 1998 à Tiel, est une patineuse de vitesse et coureuse cycliste néerlandaise, désormais spécialisée dans le cyclisme sur route.

## Biographie
Jusqu'en 2019, elle pratique principalement du patinage de vitesse au format marathon. Le cyclisme est alors une pratique d'entrainement, principalement au cours de l'été. Pour la saison 2019, le cyclisme devient son sport principal en signant au sein de l'équipe Biehler Pro Cycling, le patinage devenant alors un sport d'entrainement durant la saison hivernale.
Lors de sa première saison, elle s'illustre avec le prix de la combativité sur la 2e étape du Boel Ladies Tour. En 2021, elle termine deuxième de la première étape du Baloise Ladies Tour, faisant ainsi sa première apparition sur le podium d'une course internationale. Après trois saisons au sein de l'équipe GT Krush elle rejoint l'équipe Liv Racing. Sa septième place lors du Circuit Het Nieuwsblad est son premier top 10 sur le World Tour.
L'équipe Liv Racing disparait à la fin de la saison 2023, mais une partie de l'effectif, donc Quinty Ton, est repris par l'équipe Liv-AlUla-Jayco. Son début de saison est cependant perturbé en raison d'une grave blessure après avoir été heurtée par une voiture pendant l'entraînement et avoir été hospitalisée avec des os cassés,. Lors de la dernière étape du Tour d'Andalousie 2024, elle rate de peu sa première victoire internationale, terminant deuxième de l'étape.

## Palmarès sur route

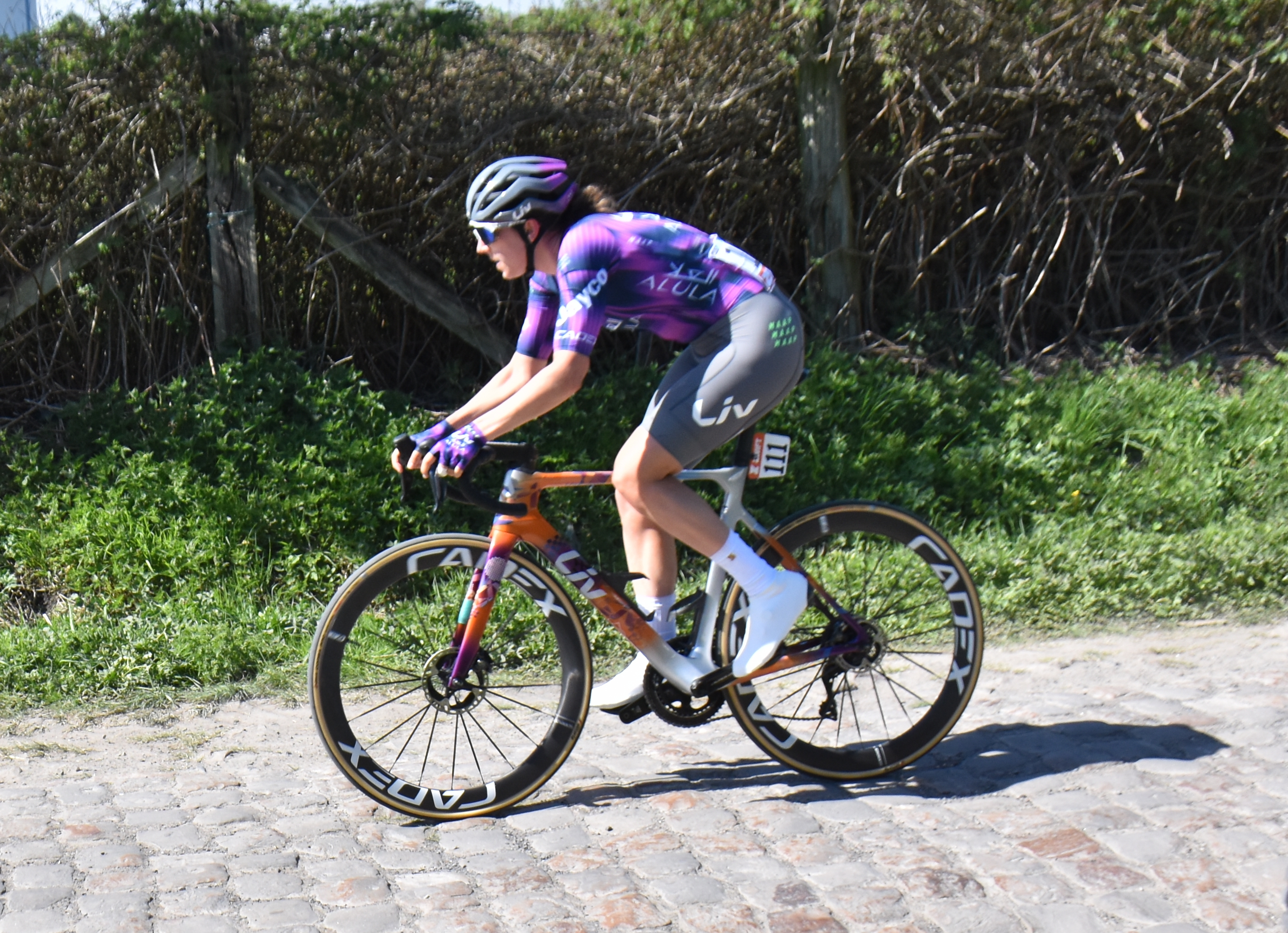
Quinty Ton #111
Paris-Roubaix 2025.

### Par années
- 2023
  - 7e du Circuit Het Nieuwsblad
- 2025
  - 9e de l'Amstel Gold Race
  - 9e du Tour de Grande-Bretagne

### Résultats sur les grands tours

#### Tour d'Italie
3 participations :
- 2023 : 50e
- 2022 : abandon (8e étape)
- 2025 : 69e

#### Tour de France
2 participations :
- 2024 : 64e
- 2023 : 57e

#### Tour d'Espagne
1 participation :
- 2023 : 99e

### Classements mondiaux
| Année                                 | 2019 | 2020 | 2021 | 2022 | 2023 | 2024 |
| ------------------------------------- | ---- | ---- | ---- | ---- | ---- | ---- |
| Classement UCI                        | 985e | 756e | 551e | 257e | 174e | 289e |
| UCI World Tour                        | nc   | nc   | 175e | 104e | 88e  | 176e |
|                                       |      |      |      |      |      |      |
| Légende : nc = non classéSource : UCI |      |      |      |      |      |      |